# Sebba (Burkina Faso)
Sebba ist sowohl eine Gemeinde (französisch commune urbaine) als auch ein dasselbe Gebiet umfassendes Departement im westafrikanischen Staat Burkina Faso in der Region Sahel und der Provinz Yagha. Die Gemeinde hat 31.938 Einwohner. Sebba ist Hauptstadt der Provinz Yagha.